# Rangna
Rangna o Ranganagad o Prasidhagad) fou una antiga fortalesa de Maharashtra al cim d'un turó a uns 88 km al sud-oest de Kolhapur; el turó és escalonat en tres costats amb una fàcil ascensió pel nord. La fortalesa mesura 1,5 km d'est a oest i 700 metres de nord a sud.
Fou ocupat per Sivaji el 1659 que la va restaurar i fou la seva fortalesa preferida. Va romandre en endavant sempre en mans marathes dins l'estat de Kolhapur. El 1844 els britànics la van desmantellar.